# True Lies (Fernsehserie)
True Lies ist eine US-amerikanische Actionserie, basierend auf dem Film True Lies – Wahre Lügen aus dem Jahr 1994. Die Premiere der Serie fand am 1. März 2023 auf dem US-Networksender CBS statt. Im deutschsprachigen Raum erfolgte die Erstveröffentlichung der Serie am 19. April 2023 durch Disney+ via Star als Original.
Im Mai 2023 wurde die Serie nach einer Staffel abgesetzt.

## Handlung
Inspiriert vom Filmhit True Lies – Wahre Lügen des Regisseurs James Cameron, erzählt True Lies die Geschichte von Harry Tasker, einem hochrangigen und international agierenden Spion des US-Geheimdienstes Omega Sector, der ein Doppelleben führt, und seiner Frau Helen, einer Sprachprofessorin, die aus ihrem stets monotonen Alltagstrott ausbrechen will. Helen weiß nichts von den wahren Unternehmungen ihres Mannes und hält ihn bis zuletzt für einen durchschnittlichen Kerl und gewöhnlichen Familienvater – bis zu dem Tag, an dem sie mit Entsetzen die Wahrheit über Harry erfährt. Da Helen hinter das Geheimnis und die Tarnung ihres Mannes gekommen ist, wird sie von Omega rekrutiert, wo sie alle mit ihren beeindruckenden Fähigkeiten überrascht und umhaut. Prompt schließt sie sich Harry und seinem Team bestehend aus erstklassigen Agenten an, um Geheimaufträge rund um den Globus auszuführen und ein aufregendes Leben voller Gefahren und Abenteuer zu meistern, immer mit dem Blick darauf, dass die Kinder nichts spitzkriegen. Und als netter Nebeneffekt ihrer Zusammenarbeit erlebt ihre längst eingeschlafene und emotional distanzierte Ehe einen zweiten Frühling.

## Besetzung und Synchronisation
Die deutschsprachige Synchronisation entstand nach den Dialogbüchern von Marc Rosenberg sowie unter der Dialogregie von Julian Bayer durch die Synchronfirma Wavefront Studios in München.

### Hauptdarsteller
| Rolle               | Schauspieler       | Synchronsprecher   |
| ------------------- | ------------------ | ------------------ |
| Harry Tasker        | Steve Howey        | Martin Bonvicini   |
| Helen Tasker        | Ginger Gonzaga     | Laura Preiss       |
| Luther Tenet        | Mike O’Gorman      | Oliver Scheffel    |
| Maria Ruiz          | Erica Hernandez    | Marcia von Rebay   |
| Dana Tasker         | Annabella Didion   | Alina Abgarjan     |
| Jake Tasker         | Lucas Jaye         | Niklas Gebendorfer |
| Albert „Gib“ Gibson | Omar Benson Miller | Sebastian Griegel  |

### Nebendarsteller
| Rolle        | Schauspieler           | Synchronsprecher       |
| ------------ | ---------------------- | ---------------------- |
| Susan Trilby | Beverly D’Angelo       | Angelika Bender        |
| Mrs. Myers   | Deneen Tyler           | Michèle Tichawsky      |
| Eva          | Jacqueline Grace Lopez | Kerstin Julia Dietrich |
| Quinn        | Vanessa Lengies        | Janina Dietz           |
| Max Graves   | Charlie Nix            | Laurin Lechenmayr      |

## Episodenliste
| Nr. | Deutscher Titel            | Originaltitel           | Erstausstrahlung (USA) | Deutschsprachige Erstveröffentlichung (D/A/CH) | Regie                 | Drehbuch                         |
| --- | -------------------------- | ----------------------- | ---------------------- | ---------------------------------------------- | --------------------- | -------------------------------- |
| 1   | Pilot                      | Pilot                   | 1. März 2023           | 19. Apr. 2023                                  | Anthony Hemingway     | Matt Nix                         |
| 2   | Public Secrets             | Public Secrets          | 8. März 2023           | 26. Apr. 2023                                  | Robert Duncan McNeill | Matt Nix                         |
| 3   | Getrennte Paare            | Separate Pairs          | 15. März 2023          | 3. Mai 2023                                    | Anna Mastro           | Matt Nix                         |
| 4   | Rival Companions           | Rival Companions        | 22. März 2023          | 10. Mai 2023                                   | Scott Peters          | Kathryn Price & Nicole Millard   |
| 5   | Unrelated Parents          | Unrelated Parents       | 29. März 2023          | 17. Mai 2023                                   | David Barrett         | John Swetnam                     |
| 6   | Working Vacation           | Working Vacation        | 5. Apr. 2023           | 24. Mai 2023                                   | Ryan Zaragoza         | Jim Garvey                       |
| 7   | Unabhängige Abhängige      | Independent Dependents  | 12. Apr. 2023          | 31. Mai 2023                                   | Jay Karas             | Minoti Vaishnav & Kris Crenwelge |
| 8   | Ehrliche Manipulationen    | Honest Manipulations    | 19. Apr. 2023          | 7. Juni 2023                                   | Mary Lou Belli        | Kathryn Price & Nichole Millard  |
| 9   | Bitter Sweethearts         | Bitter Sweethearts      | 26. Apr. 2023          | 14. Juni 2023                                  | Aprill Winney         | Justice Hardy & Yancey Wang      |
| 10  | Befreundete Feinde         | Friendly Enemies        | 3. Mai 2023            | 21. Juni 2023                                  | Gina Lamar            | Valentina L. Garza               |
| 11  | Ungewohnte Partnerschaften | Unfamiliar Partnerships | 10. Mai 2023           | 28. Juni 2023                                  | Geoff Shotz           | John Swetnam                     |
| 12  | Gelogene Wahrheiten        | Lying Truths            | 17. Mai 2023           | 5. Juli 2023                                   | Mary Lou Belli        | Valentina L. Garza               |
| 13  | Wachträume                 | Waking Dreams           | 17. Mai 2023           | 12. Juli 2023                                  | Matt Nix              | Matt Nix                         |